# Niditinea tugurialis
Niditinea tugurialis is een vlinder uit de familie echte motten (Tineidae). De wetenschappelijke naam is voor het eerst geldig gepubliceerd in 1932 door Meyrick.
De soort komt voor in Europa.